# Kronometer
Et kronometer, også kaldet skibs-kronometer og sø-ur var et til navigationsbrug særligt konstrueret ur, der fandtes i søgående skibe fra 1800-tallet.
Det britiske parlament vedtog Længdegrad-loven af 1714 for at udvikle sø-ur som er robust og præcist nok til navigation på åbent hav. Først i 1759 lykkedes det tømreren John Harrison at udvikle et ur der opfyldte betingelserne, og han fik præmien £ 20.000 (2.810.000 nutids-£).
Frankrig og Danmark forsøgte også at udvikle sø-ure, det lykkedes dog ikke i første omgang. I Danmark finansierede kongen Videnskabernes Selskab som betalte den sønderjyske urmager Jean Abraham Armand, som byggede 13 kronometre.
Kronometeret skulle have en nøjagtig gang og måtte derfor være så lidt påvirkeligt som muligt af skibets bevægelser, temperaturforandringer, elektriske strømme m.m. Drivkraften og reguleringen foregik som i et lommeur eller armbåndsur, da lodder og pendul, som tidligere var almindelige i fx Bornholmerure, ikke kunne anvendes på grund af skibets slingringer. Kronometeret anbragtes ligesom kompasset i "kardansk" ophængning i en solid kasse, der var fastskruet i et skab, kronometer-skabet, der om muligt blev placeret på et sted, hvor de ugunstige påvirkninger er så små som muligt.
Kronometeret viste Greenwich middelklokkeslet (Greenwich Mean Time), ved hjælp af hvilket man kunne finde klokkeslættet om bord, når "Længden" kendes, eller "Længden", når klokkeslættet om bord var fundet ved en observation. Det var nødvendigt at kende klokkeslættet med få sekunders nøjagtighed, da en fejl på blot 1 sekund giver en fejl i "Længden" på 4 bue-minutter (7 kilometer ved Danmark), det vil sige en helt anden placering af skibet end dets faktiske position. I skibe på langfart havde man derfor som oftest indtil 3 kronometre, der daglig blev sammenlignet, hvorved man kunne kontrollere, hvilket der gik bedst, og kronometrets stand og gang kontrolleredes, så ofte lejlighed gives, ved klokkeslætsobservationer.
Kronometrets stand er forskellen mellem dets visning og middelklokkeslettet i Greenwich, den er +, når forskellen skal lægges til K.’kronometerets visning, altså når kronometeret gik for langsomt, og ÷, når det modsatte er tilfældet. Kronometerets daglige gang er den forandring, som standen undergår i et døgn. Den er +, når kronometeret taber, og ÷, når det vinder. Kronometerets stand og gang og alle andre forhold, som vedrører kronometeret, blev opført i en Kronometer-Journal eller observationsprotokol. Da det var af stor betydning, at kronometeret ikke gik i stå, blev der truffet særlige foranstaltninger til at sikre dets optrækning på bestemt tid. I orlogsskibe var det således indrettet, at mandskabet ikke kunne få middagsmad, før der er afgivet melding for, at kronometeret var optrukket.